# 喜多弘
喜多 弘（きた ひろし、1932年7月 - 1999年12月5日）は、宝塚歌劇団専属の振付家。大阪府堺市出身。

## 略歴
洋菓子製造業者の父のもと、7人兄弟の三男として生まれる。高校卒業後に上京し、緑ヶ丘音楽舞踊学校に入学する。同期生の中には財津一郎、白木万理がいた。在学中に抜群のダンス技術を買われて、当時ショービジネス界では有名なダンスチームであったダン・ヤダ・ダンサーズのメンバー不足を補う応援出演者の一人に選ばれる。
その後、OSK（当時は大阪松竹歌劇団）の振付などを経て、1962年、フリーの振付助手として星組公演『僕は君』の振付を担当した。後に宝塚のベテラン演出家であった白井鐵造に実力を認められ、1967年2月に宝塚歌劇団専属の振付家として招かれる。
間もなく当時の阪急社長であった小林米三に1年間のアメリカ・ブロードウェイ留学を命じられ、帰国後1968年6月に星組公演『ヤング・メイト』で専属振付家としてデビューを果たす。その後、退職まで約300本の振付を手掛ける。
1997年5月、星組公演『魅惑Ⅱ』の振付を最後に宝塚歌劇団を退職、1999年に急逝した。
2014年、『宝塚歌劇の殿堂』最初の100人のひとりとして殿堂表彰。
羽山紀代美は喜多の弟子である。

## 人物・エピソード
- 『ベルサイユのばら』の「ばらのタンゴ」「ボレロ」、『風と共に去りぬ』の「セントルイス・ブルース」「ナイト&デイ」など、再演のたびに踊り継がれる場面や、『ラ・ノスタルジー』『ラ・カンタータ』の「シボネー・コンチェルト」、『ノバ・ボサ・ノバ』、『ナルシス・ノアール』の「全ての花より甘く香り」、『ル・ポアゾン 愛の媚薬』の「愛の誘惑」など、高度なダンステクニックを有し、男役をより美しく格好良く見せる振付が特徴的である。また大人数を幾何学的に舞台に出し入れする振付も上手く、初舞台生のロケットの振付を18回手がけている。
- 生徒への愛情ゆえの厳しい稽古は有名であった。振付を間違えた生徒には怒声と罵声を浴びせ、テンポを取るために使用している小太鼓のスティックや灰皿など物が飛んでくることもしばしばあったため、鬼の喜多と恐れられた。しかし稽古場を出ると優しく、振付を担当した初舞台生の公開稽古では、終了後に初舞台生と一緒に泣いたりするようなまっすぐで熱い人柄であったため[3]、人望が厚く、多くの生徒に慕われていたという。
- 1978年、『風と共に去りぬ』の稽古中に感覚性失語症で倒れ、後遺症として人の言葉が聞き取りにくくなってしまった。音楽を相手とした振付家としては致命的であり、医者から「仕事を忘れて趣味に没頭してください」と言われたものの、「唯一つの趣味はタカラヅカです」と答え、仕事復帰を熱望した。しかし退院後、劇団側は再発を恐れ仕事を休むように命じる。喜多は生きがいであった仕事を奪われ、「歌劇団と心中してやろう」と人のいない稽古場で首吊り自殺や阪急電車に飛び込むことも考えたほどであった。その後、多くの生徒や仲間の励ましで立ち直り、翌年には仕事復帰をしている。

## 主な振付作品
- 『ノバ・ボサ・ノバ』
- 『虞美人』
- 『ザ・フラワー』
- 『ベルサイユのばら』
- 『風と共に去りぬ』
- 『オペラ･トロピカル』
- 『ジュテーム』
- 『レビュー交響楽』
- 『ムーンライト・ロマンス』
- 『愛あれば命は永遠に』
- 『サマルカンドの赤いばら』
- 『キス・ミー・ケイト』
- 『ラ・ノスタルジー』
- 『ル・ポアゾン 愛の媚薬』
- 『夢・フラグランス』
- 『ナルシス・ノアール』
- 『ジャンプ・オリエント!』
- 『ラ・カンタータ』
- 『ダンディズム!』
- 『TAKARAZUKA・オーレ!』
- 『国境のない地図』
- 『プレスティージュ』
- 『ゴールデン・デイズ』
- 『魅惑II』